# Bérangère Sapowicz
Vous lisez un « bon article » labellisé en 2015.
Bérangère Sapowicz, née le 6 février 1983 à Verneuil-sur-Avre, est une footballeuse internationale française évoluant au poste de gardienne de but.
Débutant à l'AS Breteuil, Sapowicz a l'occasion de jouer à plusieurs postes sur le terrain. Après un passage à l'Évreux Football Club, elle poursuit sa formation au sein du Centre national de formation et d'entraînement de Clairefontaine. Remarquée, elle fait ses premières apparitions au sein des différentes équipes espoirs de la sélection française. Après avoir participé à la Coupe du monde des moins de 19 ans 2002, elle signe au Paris Saint-Germain.
Après une année de formation au club parisien, elle est sélectionnée une première fois en équipe de France, en tant que gardienne remplaçante, durant la Coupe du monde 2003. À partir de la saison 2003-2004, elle s'impose au poste de titulaire au PSG et celui de remplaçante en sélection nationale. Une grave blessure la tient éloignée de la compétition pour la période 2007-2008, mais elle retrouve ensuite sa place en club et en sélection, devenant titulaire en équipe de France pour la Coupe du monde 2011. Les Bleues terminent quatrième de la compétition mais Sapowicz vit une coupe du monde difficile avec une expulsion, des prestations qui font débat et une grave blessure qui met fin à sa carrière internationale.
Diminuée par des soucis physiques récurrents, elle ne fait que quelques apparitions de 2011 à 2013, avant de prendre sa retraite.  Elle compte 125 matchs et un but sous le maillot parisien ainsi que vingt-trois apparitions avec l'équipe de France.
Elle est actuellement entraîneure des gardiennes au Havre AC. En raison des différentes blessures elle est sur la feuille de match pour la rencontre Montpellier Le Havres en D1 le 15 Décembre 2023

## Biographie

### Enfance et formation
Bérangère Sapowicz naît le 6 février 1983 à Verneuil-sur-Avre dans le département de l'Eure en Haute-Normandie,. Passant son enfance à Breteuil, elle commence à jouer au football à l'âge de quatre ans sous les encouragements des membres de sa famille, amateurs de football,. C'est en effet son père qui l'emmène à l'entraînement en compagnie de son frère aîné. Ne désirant pas faire partie d'une équipe de filles, elle commence alors par jouer avec les garçons de l'équipe de Breteuil,. Le football est avant tout un loisir pour elle qui aime y jouer avec ses amis. Elle occupe souvent le poste de milieu de terrain et quelquefois d'attaquante. Elle est mise au poste de gardien de but pour les matchs importants. Elle ressent « une grosse déception » quand elle apprend qu'elle ne peut plus jouer avec les garçons mais doit intégrer une équipe féminine.
Plus tard, Bérangère Sapowicz est sélectionnée pour représenter sa région lors de compétitions de football féminin. Lors d'un match avec cette sélection, alors qu'elle est elle-même diminuée, victime d'une entorse de la cheville, et ne peut pas courir, elle remplace la gardienne de son équipe qui ne peut pas participer au match.
Durant son enfance, elle pratique également le karaté et obtient une ceinture marron, et même si elle n'a pas de réel projet professionnel, elle développe l'idée de devenir vétérinaire.
Sous l'insistance de son père et de son entraîneur, elle intègre la section féminine de l'Évreux Football Club 27 à seize ans, en 1998. Elle passe alors deux saisons dans les équipes de jeunes d'Évreux avant de prendre la direction du Centre national de formation et d'entraînement de Clairefontaine en 2000. Elle y entre en tant que gardienne même si ce n'est toujours pas son poste de prédilection. Toutefois, elle déclare que c'est à l'âge de dix-sept ans qu'elle se stabilise à ce poste. À Clairefontaine, elle tente d'être sélectionnée pour l'équipe de France des moins de dix-sept ans.
Elle dispute son premier match international le 20 mars 2001 avec l'équipe de France des moins de dix-huit ans en entrant pour les dix dernières minutes d'un match amical contre la Suisse à la place de Céline Deville. Un mois plus tard, elle dispute sa deuxième et dernière rencontre avec cette sélection, titulaire, lors d'un match des éliminatoires du Championnat d'Europe de football féminin des moins de 18 ans 2001 (it), face à l'Angleterre.
L'année suivante, elle est sélectionnée par Bruno Bini en équipe de France des moins de 19 ans pour participer à la Coupe du monde 2002 de cette catégorie. Elle est titulaire lors des trois matchs de poules : contre l'Allemagne (défaite 2-0), le Mexique (victoire 2-1) et le Brésil (défaite 4-0). La France est alors éliminée dès le premier tour, terminant troisième de cette poule.

### Carrière

#### Arrivée au Paris Saint-Germain et en équipe nationale
En septembre 2002, Sapowicz intègre le Paris Saint-Germain,,,. Au même moment, elle commence des études de Sciences et techniques des activités physiques et sportives, qu'elle terminera par un master en management des événements sportifs,. Pour sa première saison dans le club de la capitale, elle intègre le centre de formation. L'année suivante, elle connaît ses premières convocations avec l'équipe de France A, entraînée par Élisabeth Loisel. La gardienne dispute sa première rencontre avec celle-ci le 14 septembre 2003, remplaçant Céline Marty lors d'un match amical contre le Japon. Elle est par la suite sélectionnée dans le groupe des vingt joueuses pour la Coupe du monde 2003 aux États-Unis et officie comme remplaçante de Marty durant toute la compétition,. Les Bleues sont éliminées dès le premier tour. Sapowicz déclare que cette compétition l'a « marquée ». Toutefois, elle donne plusieurs versions sur son ressenti lors de ces deux semaines aux États-Unis. En 2010, elle retient « [l']engouement au niveau des spectateurs [et qu'] il y avait beaucoup de monde à [leurs] matchs ». Par contre, un an après ses déclarations, elle affirme qu'il y avait « peu de gens dans les tribunes » et que « [le groupe] s'est [senti] un peu [seul] là-bas alors qu'on pensait que ça allait être grandiose ».

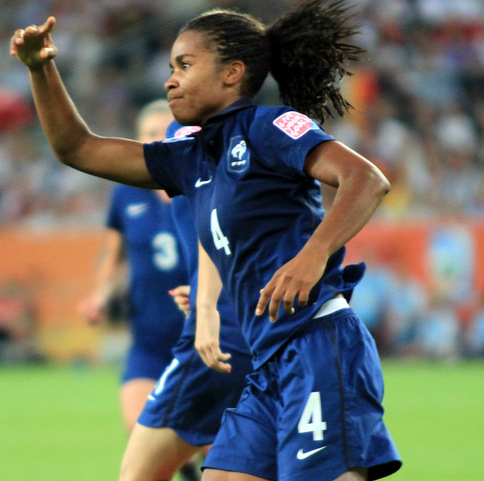
Sapowicz fait sa première année, en équipe A du PSG, en même temps que Laura Georges (ici en 2011).

Sapowicz commence la saison 2003-2004 comme titulaire. Elle va disputer dix-sept matchs de championnat dans une saison où le PSG termine huitième du championnat. Au début du mois de novembre 2003, elle est retenue, dans la liste d'Elisabeth Loisel pour l'équipe de France A, dans l'optique d'un match des éliminatoires de l'Euro 2005 face à la Pologne. Elle est remplaçante de Sandrine Capy lors de cette rencontre remportée par les Bleues 7-1, le 15 novembre 2003. Sapowicz n'est pas titulaire lors des trois premiers matchs de la saison 2004-2005 et retrouve sa place de numéro un lors de la quatrième journée face au FC Vendenheim. Pour son deuxième match, contre Saint-Brieuc, elle inscrit un but qui permet à son équipe de réduire la marque à 2-1. Finalement, le PSG s'impose, dans les arrêts de jeu, sur le score de 3-2. La gardienne participe à dix matchs lors de cette saison. Le 12 janvier 2005, elle sort à la mi-temps d'un match de championnat contre le CNFE Clairefontaine, laissant sa place à Stéphanie Legrand, évoluant initialement comme défenseur, et ne joue plus aucune rencontre dans ce championnat cette saison,. Pour le reste de la saison, elle est remplacée par Véronique Carrette, qui subit une commotion cérébrale en fin d'année, laissant sa place à Cindy Chuquet, une joueuse de champ ayant effectué une formation de gardienne. Le PSG finit dixième et se sauve, de justesse, de la relégation en Division 2.
Sapowicz ne dispute pas les trois premières rencontres de la saison 2005-2006 aux cours desquelles Cécile Quatredeniers occupe le poste. Elle fait son retour, le 2 octobre 2005, sur la pelouse du FCF Hénin-Beaumont où les parisiennes s'inclinent 3-1. Elle joue dix-sept matchs lors de cette saison, ne ratant qu'une rencontre, face à Vendenheim le 26 mars 2006, où elle reste sur le banc des remplaçantes,. Au début de l'année 2006, elle est convoquée en équipe de France espoirs et dispute trois rencontres amicales, deux face à la Norvège, en février 2006 et une contre la Suède le mois suivant. Dans une saison où l'effectif du club est rajeuni et assez réduit, le club termine huitième à la fin du championnat.
Désignée comme numéro deux au poste de gardienne en équipe de France, Sapowicz ne participe à aucun match des éliminatoires de la Coupe du monde 2007 et l'équipe sort de la compétition après un match nul 1-1 contre l'Angleterre, le 30 septembre 2006, terminant deuxième d'un groupe où seulement le premier est qualifié,. Sur ce dernier match, la joueuse précise que « [ce] n'est pas une défaite, c'est une non qualification », avouant que l'équipe « [a] manqué de réussite, de rigueur et sûrement de maturité » tout en affirmant qu'« [qu'elles n'ont] pas subi le match [et ont] su produire, et conserver un score nul ». Pour le championnat, elle vise le « haut du classement ». Après avoir disputé les quatre premiers matchs de la saison, elle ne joue pas les sept suivants et est remplacée, une nouvelle fois, par Quatredeniers. Elle revient, le 21 janvier 2007, contre l'ASJ Soyaux. À partir de l'année 2007, de profonds désaccords apparaissent entre le groupe et l'entraîneur Cyril Combettes. Sa démission en milieu de saison est définie comme le plus mauvais souvenir de la gardienne, avouant que le groupe était divisé, une part le soutenant et l'autre ne l'appréciant pas. Elle joue deux matchs avant de laisser sa place à Quatredeniers pour deux autres rencontres avant de revenir dans les cages parisiennes pour jouer cinq des sept derniers matchs de la saison. À deux rencontres du terme de la saison, Sapowicz se blesse et déclare forfait pour un match de qualification pour l'Euro 2009 face à la Slovénie. Elle est remplacée par Laëtitia Stribick dans le groupe de Bruno Bini à la fin du mois de mai 2007. Au terme d'une saison assez mouvementée en coulisses, Paris termine à la septième place.

#### Blessures et gardienne numéro un de l'équipe de France
Sapowicz ne joue aucun match de la saison 2007-2008 du fait d'une rupture des ligaments croisés du genou gauche,. En 2011, elle indique qu'elle s'est fait opérer six fois de ce genou. Elle passe plus d'une année sans jouer et revient officiellement, le 23 août 2008, pour l'ouverture de la saison 2008-2009, contre l'Olympique lyonnais. Sapowicz va disputer la quasi-totalité du championnat, jouant vingt des vingt-deux matchs de la saison. Sélectionnée dans la liste des 22 joueuses pour disputer l'Euro 2009, elle déclare forfait quelques jours avant le début de la compétition à cause d'une blessure à la cuisse. Elle est remplacée par Laëtitia Stribick,.

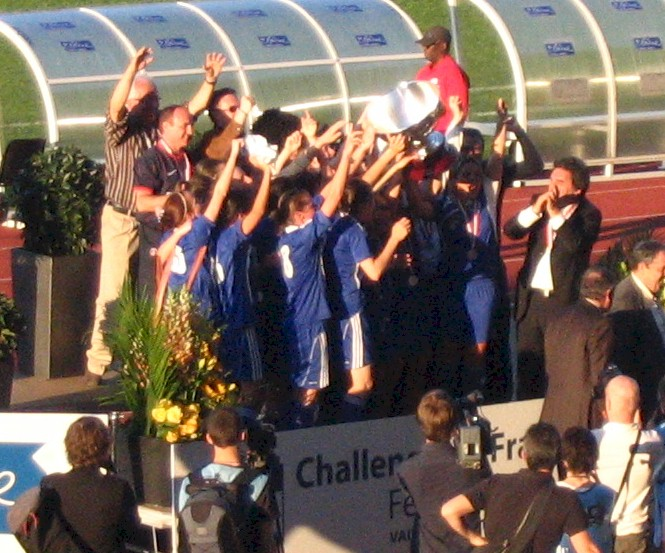
L'équipe du Paris SG brandissant le trophée du Challenge de France 2009-2010.

Bérangère Sapowicz joue vingt-et-un matchs lors de la saison 2009-2010. À côté du championnat, les parisiennes effectuent un beau parcours au Challenge de France. Le 25 avril 2010, en demi-finale, le PSG affronte l'Olympique lyonnais. Après les prolongations, le score est de 1-1. Lors de la séance de tirs au but, Sapowicz repousse les tentatives d'Amandine Henry et Louisa Necib, permettant à son club de remporter le match 3-2 et de se qualifier pour la finale. Le Paris SG remporte la coupe après une victoire 5-0 sur Montpellier. Le 30 mai 2010, le PSG retrouve les Lyonnaises en championnat mais la gardienne reçoit un coup à la poitrine. Handicapée par une douleur à la suite de ce choc, elle est déclarée incertaine pour le match contre le FCF Nord Allier Yzeure. Finalement titulaire, elle laisse sa place à Marie-Océane Bayol durant la mi-temps. Elle est sur le banc de touche pour le dernier match de la saison, face à l'AS Saint-Étienne.
Parallèlement, Sapowicz profite d'une blessure de Sarah Bouhaddi pour s'installer au poste de titulaire de l'équipe de France de football malgré la concurrence de Céline Deville,, notamment lors des éliminatoires de la Coupe du monde 2011.
À partir de septembre 2010, elle commence à travailler à mi-temps, avec un contrat de vingt heures par semaine, comme « chargée du développement de la section féminine du PSG ». La saison 2010-2011 commence par une défaite 3-1 face à Montpellier avec notamment « une grosse faute de main » de Sapowicz, offrant le but du 3-0 à Marie-Laure Delie. Ensuite, Sapowicz est titulaire lors des deux matchs de barrage pour le mondial à venir, contre l'Italie (0-0 ; 3-2), matchs qui permettent à l'équipe de France de se qualifier,. Le 7 novembre 2010, elle sort à la mi-temps d'une rencontre de championnat, face à Saint-Brieuc, et est remplacée par Bayol. Elle est retenue en équipe de France pour le Tournoi de Chypre 2011 (en) et est titulaire face à la Suisse en phase de poule puis contre l'Écosse lors du match pour la troisième place que les Bleues remportent,. En avril 2011, elle affirme faire attention à ne pas se blesser en vue de la Coupe du monde 2011. Elle confie également que Bruno Bini n'a pas encore annoncé qui sera la gardienne numéro un pour cette prochaine compétition. Sapowicz estime également à cette époque que « depuis deux ans, le PSG s'est donné les moyens de hausser son niveau et [que] cela se vérifie en termes de résultats », vantant le fait que l'équipe féminine utilise plus d'installations au sein du club parisien qu'auparavant. Au total, Sapowicz joue vingt des vingt-deux matchs de la saison. Le Paris SG termine deuxième de la Division 1 et se qualifie pour la Ligue des champions 2011-2012.

#### Coupe du monde 2011 et fin de carrière

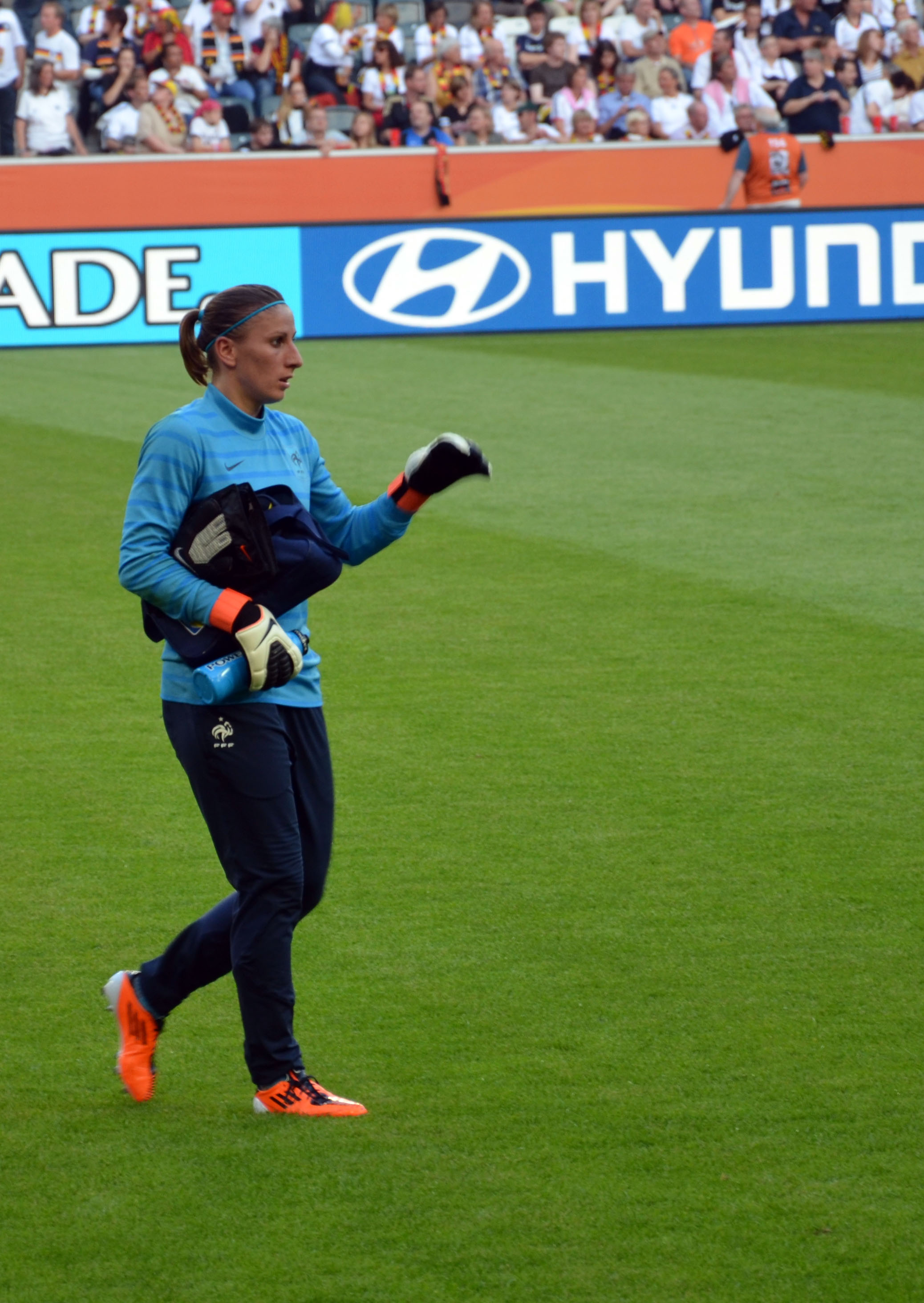
Bérangère Sapowicz avant le match contre l'Allemagne, le 5 juillet 2011.

Bérangère Sapowicz est sélectionnée dans le groupe de Bruno Bini pour la Coupe du monde 2011. La France est tirée au sort dans le groupe A avec l'Allemagne (pays hôte), le Canada et le Nigéria. À l'annonce de ce tirage, la gardienne qualifie cette poule de « groupe difficile ». Elle est titulaire dès le début des phases de poules, participant aux victoires contre le Nigéria 1-0 et les Canadiennes 4-0,. Elle est « très peu sollicitée » pendant ces deux premiers matchs. Néanmoins, contre le Canada, elle se blesse légèrement à l'épaule ainsi qu'à la tête après un choc avec Diana Matheson. Le 1er juillet 2011, toujours fébrile et fatiguée, elle est laissée au repos par le staff technique. Avant le dernier match du groupe A, face à l'Allemagne, elle prolonge son contrat avec le Paris Saint-Germain. Contre la Nationalmannschaft, les Françaises, déjà qualifiées pour les quarts de finale avant de disputer cette rencontre, se retrouvent menées 2-0 après une demi-heure de jeu alors que Sapowicz n'a pas réussi le moindre arrêt. La gardienne tricolore écope alors d'un carton rouge après une faute sur Fatmire Bajramaj dans la surface de réparation, entraînant un pénalty pour l'adversaire,. La France s'incline finalement 4-2. L'expulsion de Sapowicz est jugée comme assez sévère par certains journaux français,.
Suspendue pour le match suivant, contre l'Angleterre, elle est remplacée par Céline Deville. Bérangère Sapowicz apporte son soutien à sa remplaçante et annonce quelle « [va] essayer de lui apporter de la sérénité » pour ce match. Les joueuses de Bruno Bini s'imposent aux tirs au but 4-3 après un score de 1-1 à l'issue des prolongations. La gardienne du Paris SG revient à sa place de titulaire contre les États-Unis, en demi-finale. Lors de celle-ci, Sapowicz se montre en difficulté dans le domaine aérien et rate une sortie qui permet aux Américaines de reprendre l'avantage 2-1 à dix minutes de la fin du match,. Finalement, les États-Unis l'emportent 3-1 et se qualifient pour la finale de la coupe du monde. Après le match, elle déclare être « déçue de [sa] prestation » bien qu'elle affirme n'avoir pas fait un si mauvais match : ayant dans un premier temps « essayé d'aller sur les ballons en première mi-temps », elle constate n'avoir « pas vraiment [été] à l'aise sur les ballons aériens »,. La prestation de Sapowicz est évoquée dans la presse. Hugo Jolion-David, de Libération, écrit qu'« une nouvelle fois, Bérangère Sapowicz prouve que dans le foot féminin, les gardiennes sont celles qui ont le plus à souffrir de la comparaison avec le football masculin ». En tentant de trouver les raisons de cette défaite, Yohann Hautbois de L'Équipe cite « la maladresse [...] derrière, à l'image de Bérangère Sapowicz, souvent fébrile dans son but ». Pour Le Télégramme, Sapowicz a été handicapée « par son petit gabarit ». Le journal Le Parisien, quant à lui, titre sur « le cauchemar américain de Sapowicz » dans ses colonnes.
La France affronte alors la Suède lors du match pour la troisième place et sur l'action amenant l'ouverture du score des Suédoises, par Lotta Schelin, Sapowicz se blesse gravement à la cheville droite et est évacuée, en larmes, sur une civière,. C'est son dernier match avec l'équipe de France. Ses coéquipières s'inclinent 2-1. Le quotidien Nord Littoral estime que cette blessure conclut « un mondial cauchemardesque » pour la gardienne et pense que le poste pourrait être repris par Laëtitia Philippe, troisième dans la hiérarchie après Céline Deville. À son retour à Breteuil, elle est tout de même accueillie par plusieurs supporters ainsi que le conseiller général et maire de la commune, Gérard Chéron. Blessée à la cheville, elle n'est pas appelée, au mois d'août, par Bruno Bini pour un match amical face à la Pologne.
La gardienne perd sa place de titulaire au Paris Saint-Germain, au profit de Véronique Pons et se fait opérer du coude à la fin du mois de septembre 2011,. Elle est à nouveau victime de blessures à un genou, l'obligeant à subir trois interventions chirurgicales,.
En janvier 2012, elle joue deux matchs avec son club, contre Soyaux (2-0) et Rodez (1-1),. Deux mois plus tard, certains médias annoncent sa retraite sportive. Elle reprend la course en mars ainsi que les soins en mai. Plus tard dans l'année, en septembre, la joueuse explique lors d'une interview que son arrêt plus tôt dans l'année est lié à son incapacité à suivre le rythme des entraînements. Alors qu'il lui reste une année de contrat, elle discute avec le staff technique du club pour faire moins d'entraînements que la saison précédente et se propose d'être une solution de secours. Toutefois, elle reconnaît que, pour sa dernière saison, elle voudrait bien « [rester] sur le terrain toute la saison afin de bien finir [sa] carrière » tout en étant épargnée par les blessures. Elle est reléguée comme troisième gardienne derrière Pons et Karima Benameur et apparaît à quatre reprises, lors de la saison 2012-2013, sur le banc des remplaçantes.

### Reconversion
Le 23 mai 2013, Bérangère Sapowicz commente la finale Ligue des champions féminine 2012-2013 pour la radio RTL, aux côtés de Candice Rolland, dans le cadre d'une « soirée 100 % féminine ». Au début de l'année 2020, elle devient consultante sur la radio France Bleu Hérault et reçoit pour rôles de commenter des matchs de football avec le journaliste Bertrand Queneutte et de participer au programme 100% Paillade tourné vers l'actualité du Montpellier HSC.
En 2015, elle démissionne de son poste de salarié au sein du Paris Saint-Germain pour s'installer dans le Languedoc-Roussillon avec son mari. Elle contacte le Montpellier Hérault Sport Club et effectue une formation d'entraîneur au sein du club. Cependant, à l'issue de cette formation, elle ne parvient pas à trouver un poste dans l'encadrement de l'équipe montpelliéraine. Sapowicz décide alors de se lancer dans le coaching physique et psychologique spécialement pour les gardiennes de but et crée son entreprise « Sapowicz Event Sports ». Ensuite, pendant trois ans, l'ancienne internationale française apporte son aide à l'entraînement des gardiens de l'AS Fabrègues, jouant en CFA 2 et met en place des stages,. À partir de la saison 2019-2020, elle quitte Fabrègues pour le club de La Clermontoise avec l'objectif de développer les sections féminines U13, U15 et U18 de l'association. A travers son entreprise, elle entraine les gardiens et gardiennes du club de Jacou Clapier FA de Septembre 2020 à Juin 2023 .
Le 31 juillet 2023, elle est introduite comme nouvelle entraîneuse des gardiennes du Havre Athlétic Club, équipe évoluant première division sous la direction de Romain Djoubri.

## Statistiques

### En club
Le tableau suivant récapitule les statistiques de Bérangère Sapowicz lors de sa carrière en club.
| Saison                | Club                  | Championnat           | Championnat | Championnat | Coupe(s) nationale(s) | Coupe(s) nationale(s) | Compétition(s) continentale(s) | Compétition(s) continentale(s) | Compétition(s) continentale(s) | Total | Total |
| Saison                | Club                  | Division              | M.          | B.          | M.                    | B.                    | Comp.                          | M.                             | B.                             | M.    | B.    |
| 2003-2004             | Paris Saint-Germain   | Division 1            | 17          | 0           | -                     | -                     | -                              | -                              | -                              | 17    | 0     |
| 2004-2005             | Paris Saint-Germain   | Division 1            | 10          | 1           | -                     | -                     | -                              | -                              | -                              | 10    | 1     |
| 2005-2006             | Paris Saint-Germain   | Division 1            | 18          | 0           | -                     | -                     | -                              | -                              | -                              | 18    | 0     |
| 2006-2007             | Paris Saint-Germain   | Division 1            | 11          | 0           | -                     | -                     | -                              | -                              | -                              | 11    | 0     |
| 2007-2008             | Paris Saint-Germain   | Division 1            | -           | -           | -                     | -                     | -                              | -                              | -                              | 0     | 0     |
| 2008-2009             | Paris Saint-Germain   | Division 1            | 20          | 0           | 1                     | 0                     | -                              | -                              | -                              | 21    | 0     |
| 2009-2010             | Paris Saint-Germain   | Division 1            | 21          | 0           | 4                     | 0                     | -                              | -                              | -                              | 25    | 0     |
| 2010-2011             | Paris Saint-Germain   | Division 1            | 20          | 0           | 1                     | 0                     | -                              | -                              | -                              | 21    | 0     |
| 2011-2012             | Paris Saint-Germain   | Division 1            | 2           | 0           | -                     | -                     | C1                             | -                              | -                              | 2     | 0     |
| 2012-2013             | Paris Saint-Germain   | Division 1            | -           | -           | -                     | -                     | -                              | -                              | -                              | 0     | 0     |
| Total sur la carrière | Total sur la carrière | Total sur la carrière | 119         | 1           | 6                     | 0                     | -                              | -                              | -                              | 125   | 1     |

### En sélection
Les tableaux suivants dressent les statistiques de Bérangère Sapowicz en équipe de France par année ainsi que la liste de ses 23 sélections.
| Année       | Éliminatoires CM | Éliminatoires CM | Coupe du monde | Coupe du monde | Tournoi de Chypre | Tournoi de Chypre | Amical | Amical | Total  | Total |
| Année       | Matchs           | Buts             | Matchs         | Buts           | Matchs            | Buts              | Matchs | Buts   | Matchs | Buts  |
| ----------- | ---------------- | ---------------- | -------------- | -------------- | ----------------- | ----------------- | ------ | ------ | ------ | ----- |
| 2003        | -                | -                | -              | -              | -                 | -                 | 1      | 0      | 1      | 0     |
| 2004 à 2008 | -                | -                | -              | -              | -                 | -                 | -      | -      | 0      | 0     |
| 2009        | 3                | 0                | -              | -              | -                 | -                 | -      | -      | 3      | 0     |
| 2010        | 7                | 0                | -              | -              | -                 | -                 | 2      | 0      | 9      | 0     |
| 2011        | -                | -                | 5              | 0              | 2                 | 0                 | 3      | 0      | 10     | 0     |
| Total       | 10               | 0                | 5              | 0              | 2                 | 0                 | 6      | 0      | 23     | 0     |

## Vie privée
Bérangère Sapowicz est mariée à un professeur d'éducation physique et sportive entraîneur du FC Lavérune originaire du Languedoc-Rousillon. Elle a une petite sœur, Émilie, qui joue également au Evreux Football Club,.

## Palmarès
Paris Saint-Germain
- Victoire au Challenge de France féminin 2009-2010
- Vice-championne de France en 2011.